# 레코앙
레코앙(베트남어: Lê Khoáng / 黎曠 려광, ? ~ ?년 농력(農曆) 10월 28일)은 대월 후 레 왕조의 제1대 황제 레러이의 부친이다.
1428년 3월, 레러이가 레코앙의 시호를 헌문황제(憲文皇帝), 묘호를 선조(宣祖)로 하였다.
티에우빈 4년 2월 15일 을해일(1437년 3월 21일), 레 태종이 시호를 헌문예철황제(憲文睿哲皇帝)로 했다가 최종적으로 시호를 더하여 헌문예철복황제(憲文睿哲福皇帝)로 하였고, 능호를 불황릉(佛皇陵)으로 하였다.